# Cercidospora parva
Cercidospora parva är en lavart som beskrevs av Hafellner & Ihlen 1998. Cercidospora parva ingår i släktet Cercidospora, klassen Dothideomycetes, divisionen sporsäcksvampar och riket svampar.  Arten är reproducerande i Sverige. Inga underarter finns listade i Catalogue of Life.